# 周城镇
周城镇，是中华人民共和国陕西省咸陽市乾县下辖的一个乡镇级行政单位。

## 行政区划
周城镇下辖以下地区：
董城村、新庄村、紫邀村、红星村、慈母村、上曲村、庄里村、周城村和红旗村。